# Nội Hoàng (huyện)
Nội Hoàng (chữ Hán giản thể: 内黄县, âm Hán Việt: Nội Hoàng huyện) là một là một huyện thuộc địa cấp thị An Dương, tỉnh Hà Nam, Cộng hòa Nhân dân Trung Hoa. Huyện Nội Hoàng có diện tích 1146 km², dân số năm 2002 là 700.000 người. Huyện lỵ đóng tại trấn Thành Quan. Huyện Nội Hoàng được chia các đơn vị hành chính gồm 6 trấn và 11 hương.
- Trấn: Thành Quan, Đông Trang, Tỉnh Điếm, Sở Vượng, Hậu Hà và Lương Trang.
- Hương: Bạc Thành, Mã Thượng, Cao Đề, Trương Long, Đậu Công, Điền Thị, Thạch Bàn Đồn, Tống Thôn, Trung Chiêu, Lục Thôn và Nhị An.